# Veronika Homolová Tóthová
Veronika Homolová-Tóthová, född 1980 i Lučenec, Slovakien, är en slovakisk reporter, redaktör och författare.
Homolová-Tóthová studerade socialpedagogik på Universitetet Matej Bel i Banská Bystrica, Slovakien. Sedan 1997 jobbar hon med TV och radio, först i hemstaden Lučenec, sedan i nationell television JOJ som nyhetsredaktör.  
Sedan 2009 har Homolová-Tóthová samlat in information om människor som överlevde svåra tider under Nazityskland och eller kommunistregimer. Dessa resulterade i en rad olika dokumentärer som “Heydrich a 74 žien“ (Heydrich och 74 kvinnor, 2015), ”Nehodní žitia?” (Inte värda att leva?, 2017), ”Ruky na skle” (Händerna på glaset, 2019).
Homolová-Tóthová debuterade med romanen ”Mengeleho dievča” (Fröken Mengele, 2016) som hittills översatts till franska, tjeckiska och ungerska. Romanen har blivit belönad med ett antal priser: Årets debutant 2016 (Panta Rhei Awards), Den bästa slovakiska författaren 2017 (Panta Rhei Awards), Den mest sålda boken 2017 (Panta Rhei Awards), Årets bok Martinus 2017, Årets bok Radio FM 2017 och Litteratur fonden 2017.
Författarens andra roman ”Mama milovala Gabčíka” (Mamma älskade Gabčik, 2018) är hittills översatt till tjeckiska och vann priset för Bästa slovakiska författaren 2018 (Panta Rhei Awards).
Homolová-Tóthová har 2020 publicerat en samling av berättelser från 11 slovakiska författarinnor under titeln ”Šťastné náhody” (Lyckliga tillfälligheter) som är ett välgörenhetsprojekt till förmån för kvinnor och barn utsatta för misshandel.